# Rivula sororcula
Rivula sororcula là một loài bướm đêm trong họ Erebidae.